# سیمز ۲: تجارت آزاد
سیمز ۲: تجارت آزاد (به انگلیسی: The Sims 2: Open for Business) عنوان سومین بسته الحاقی برای بازی ویدئویی شبیه‌سازی زندگی سیمز ۲، و پس از سیمز ۲: زندگی شبانه است. این بازی در تاریخ ۲ مارس ۲۰۰۶ عرضه شده و سازنده آن ماکسیس است. بسته الحاقی The Sims 2: Open for Business برای بازی شبیه‌سازی زندگی The Sims 2 در سال 2004 توسط استودیوی مکس ساخته و توسط الکترونیک آرتز منتشر شد. این سومین بسته الحاقی بازی بود که در 28 فوریه 2006 عرضه گردید.این بسته عناصر سبک تایکونی را به بازی اضافه کرد و به بازیکنان امکان داد تا کسب و کارهای مختلفی را در منازل یا مکان های عمومی مدیریت کنند. چندین سیستم پیشرفت جدید معرفی شد:
نشان های مهارت که پیشرفت سیم ها در زمینه های مختلف تجاری را پیگیری می کرد
سیستم رتبه بندی کسب و کار که موفقیت تجارت را بر اساس وفاداری مشتریان اندازه گیری می نمود
مزایای تجاری که شامل پاداش ها و توانایی های ویژه برای مدیران موفق بود

این بسته همچنین مکانیک های معرفی شده در الحاقیه های قبلی مانند رستوران ها و سیستم جذابیت عاشقانه را گسترش داد و گزینه های ساخت و ساز بازی را نیز بهبود بخشید.ایده اولیه طراحی این بسته، توسعه امکان خلاقیت و تولید در بازی اصلی بود که در نهایت به یک تجربه شبیه سازی تجاری تبدیل شد. Open for Business از نظر فروش بسیار موفق عمل کرد و به سومین بازی پرفروش کامپیوتری سال 2006 تبدیل شد.نقدهای منتشر شده عموماً مثبت بودند و به تفاوت آشکار گیم پلی این بسته با تجربه اصلی شبیه سازی زندگی روزمره در The Sims 2 اشاره داشتند. منتقدان از عمق مکانیک ها و کنترل بیشتر بازیکن بر سیم های غیرقابل بازی تقدیر کردند، اما در مورد سادگی استفاده و لذت بخش بودن مدیریت کسب و کار نظرات متفاوتی وجود داشت.جالب توجه است که از این بسته الحاقی به عنوان ابزار آموزشی برای دانشجویان مدیریت کسب و کار و همچنین در آموزش مفاهیم ریاضی استفاده شده است.

## گیم پلی
بسته الحاقی The Sims 2: Open for Business سیستم شغلی بازی The Sims 2 را متحول کرد و امکان خوداشتغالی را در کنار مسیرهای شغلی از پیش تعیین شده بازی اصلی معرفی نمود. بازیکنان می‌توانند کسب‌وکارهای خود را در منازل یا زمین‌های عمومی تحت مالکیت خود راه‌اندازی کنند. هیچ محدودیتی در تعداد کسب‌وکارهایی که یک سیم می‌تواند مدیریت کند وجود ندارد و همچنین می‌توانند همزمان هم کسب‌وکار داشته باشند و هم در یک مسیر شغلی مشغول باشند.
این بسته الحاقی اشیاء جدیدی مخصوص کسب‌وکارها معرفی کرد، از جمله «ایستگاه‌های تولید» برای ساخت اسباب‌بازی و دسته‌گل. صندلی سالن آرایشی توجه ویژه‌ای را به خود جلب کرد که به بازیکنان اجازه می‌داد ظاهر کارکترهای غیرقابل‌بازی را تغییر دهند.
سیستم جدید نشان‌های مهارت معرفی شد که هفت نوع مختلف داشت: آرایشگری، گل‌آرایی، صندوقداری، انبارداری، رباتیک، فروش و اسباب‌بازی‌سازی. این نشان‌ها در سه سطح برنز، نقره و طلا وجود داشتند. کارکترهایی با نشان‌های سطح بالا در این مهارت‌ها عملکرد بهتری داشتند.
موفقیت در این بسته الحاقی با وفاداری مشتریان سنجیده می‌شد. کسب‌وکارها بر اساس رتبه‌بندی تجاری ارزیابی می‌شدند و کسب‌وکارهای با رتبه بالاتر مشتریان بیشتری جذب می‌کردند. مدیران موفق مزایای تجاری دریافت می‌کردند که شامل جوایز نقدی، بهبود روابط و تخفیف‌های عمده بود.
این بسته ویژگی‌هایی از الحاقیه‌های قبلی مانند سیستم رستوران‌ها و شیمی روابط از Nightlife و سیستم نفوذ از University را نیز شامل می‌شد. گزینه‌های ساخت‌وساز نیز گسترش یافتند، از جمله امکان ساخت سقف‌های مخروطی.
یکی از ویژگی‌های منحصر به فرد این بسته معرفی سروها (ربات‌های قابل بازی) بود. کارکترهایی با نشان طلای رباتیک می‌توانستند این ربات‌ها را بسازند. سروها مانند کارکترهای معمولی عمل می‌کردند اما پیر نمی‌شدند و نمی‌مردند. آنها به طور خودکار خانه‌داری می‌کردند و می‌توانستند به خون‌آشام یا زامبی تبدیل شوند.